# Бурий Валентин Дмитрович
Валентин Дмитрович Бурий (5 грудня 1949 с. Студинка (Студінка)  — 15 липня 2015, Суми)  — актор Сумського обласного Театру для дітей та юнацтва. Народний артист України. Також режисер, перекладач.

## Життєпис
Народився в сім'ї селян. Батько  — Бурий Дмитро Васильович, мати  — Марія Петрівна Потапенко. Восьмирічку закінчував у рідному селі. Син Марьян Бурий  

### На Зеленому Клину
У 15 років поїхав у Владивосток до брата.
| «Для мене це була морально важка поїздка, адже до цього я із дому нікуди не виїжджав. Хотів вже назад повертатися, та брат умовив залишитися, мотивуючи тим, що немає грошей на дорогу назад». В. Бурий |
Поступає до Владивостоцького професійно-технічного училища № 7, що при радіозаводі.
1968  — 1970  — відбував армійську повинність у Амурській області.
1975  — вступив до Далекосхідного інституту мистецтв на акторський факультет.
1979  — отримав роботу в Театрі юного глядача у Владивостоці, де працював 5 років. На цей час пережив розлучення і повернувся в Україну.

### Повернення в Україну
Повернувшись в Україну, деякий час мешкав у сестри в Криму. Валентина взяли в трупу Волинського обласного театру ім.. Шевченка у Луцьку, де працював 5 років.
1989  — друг-художник запросив до Сумського театру ім.. Щепкіна де працював до 2001 р.
2001  — працює в Театрі юного глядача.

### Нагороди
- 1999  — Заслужений артист України.
- 2013  — Народний артист України.

### Репертуар
Зіграв понад 150 ролей.
- Бумбараш («Бумбараш» за Гайдарем),
- Лопахін, Гаєв («Вишневий сад» А. Чехова),
- Священик («Матінка Кураж» Б. Брехта),
- Бусигін («Старший син» О. Вампілова),
- Максим Богун («Вірність» М. Зарудного),
- Леопольд («День народження кота Леопольда» А. Хайта),
- Кінесій («Лісістрата» Арістофана),
- Актор, що грає Леніна («Сині коні на червоній траві» М. Шатрова),
- Людина від театру, Тісаферн («Забути Герострата» Г. Горіна),
- Кирило Келеп ("Закоханий чорт" Б. Жолдака),
- Борис («Провінціалки» Я. Стельмаха),
- Парторг, Гришан («Плаха» Ч. Айтматова),
- Дід Захар («Бунт бабів» за Шолоховим),
- Божий («Хулій Хурина» М. Куліша),
- Кочкарьов («Одруження» М. Гоголя),
- Дон Сезар де Базан («О, Марітана»),
- Муров («Без вини винні» О. Островського),
- Хомутов («20 хвилин з ангелом» О. Вампілова),
- Майор («Дами і гусари» О. Фредро),
- Свєтловидов («Калхас» А. Чехова),
- Монтекі («Верона» за п'єсою Г. Горіна «Записки брата Лоренцо або Чума на ваші дві родини»),
- Євнух («Отруєна туніка» М. Гумильова),
- Чарльз («Кінь в непритомності» Ф. Саган),
- Сол Бозо («Дорога Памела» Дж. Патріка),
- Бодаєв («Ліс» О.Островського),
- Скорик («Сватання на Гончарівці» Г. Квітки-Основ'яненка),
- Езоп («Лисиця і виноград» Г. Фігейреда)
- Торчалов («Кво Вадіс» за п'єсою М. Разумова «Пристрасті за Торчаловим») та інші.

### Режисерська робота
Як режисер Валентин Дмитрович створив вистави:
- «Конотопська відьма» Гр. Квітки-Основ'яненка
- «Зелена гора» Я. Верещака
- «Терем — теремок» С. Маршака
- «Про кохання» за творами А. Чехова.

### Літературна праця
Пише п'єси, прозу, займається перекладами.
Серед опублікованих книжок:
- Порушник спокою (Леонід Філатов)  — переклад.
- Лізістрата (народна комедія на теми Аристофана на дві дії з епілогом)  — переклад.
- В предлагаемых обстоятельствах  — збірка поезій.
- Монологи  — збірка поезій та прози.
- Доля  — п'єса.
- Рефлексії маленького українця  — прозова збірка.

## Смерть
Планував поставити по Є.Шварцу «Дракон», яку переклав українською мовою. На репетиції приходив дуже слабкий. Ліг у лікарню з підозрою на пневмонію, та виявилося, що онкозахворювання. Помер протягом двох місяців після виявлення хвороби. Тепер виставу відроджує Тетяна Нянькіна.